# Stipagrostis amabilis
Stipagrostis amabilis är en gräsart som först beskrevs av Herold Georg Wilhelm Johannes Schweickerdt, och fick sitt nu gällande namn av De Winter. Stipagrostis amabilis ingår i släktet Stipagrostis och familjen gräs. Inga underarter finns listade i Catalogue of Life.